# Afro trap
O afro trap ou afrotrap é um gênero musical que combina trap, rumba congolesa, coupé-décalé, afrobeat e rap. O afrotrap surgiu em 2015 na França, sob a liderança do rapper MHD, o precursor do gênero, num movimento cultural que eclodiu no subúrbio parisiense, protagonizado por jovens de origem africana.
O canal de televisão franco-alemão Arte descreveu o estilo da música sfro Trap em um documentário como "A música de uma geração que cresceu entre os sons da África e dos Estados Unidos"..O gênero se popularizou ao conquistar o mundo do futebol francês, ganhando fãs entre, Adrien Rabiot , Paul Pogba , Alexandre Lacazette e Samuel Umtiti. O artista MHD , um rapper de origem guineense - senegalesa, é considerado o pioneiro desse gênero que ele chamou de "Afro trap". Outros praticantes deste gênero incluem os artistas Niska e Naza, ambos de origem congolesa. 

## A ascensão do afro trap
Em agosto de 2015, durante as férias, o MHD postou um vídeo na Internet, fazendo um freestyle por causa de uma canção da banda nigeriana P-Square.   O vídeo, que ele disse que fez "apenas por diversão", foi recebido com sucesso nas redes sociais , e o feedback positivo o inspirou a fazer um retorno em música. No entanto, ele havia se decepcionado com o mundo do rap em língua francesa por sua experiência anterior, julgando que havia muita influência das tendências americanas . Inspirado nas raízes da África Ocidental de seus pais, ele decidiu oferecer diversidade ao gênero adicionando elementos culturais dessa região em sua música, como gêneros musicais , ou cantando versos em idiomas como fula ou uolofe.  Ele cunhou esse novo gênero como " AfrotTrap". De volta às férias, MHD começou a filmar um videoclipe de sua música freestyle em seu conjunto habitacional do 19º distrito. Lançado em setembro de 2015, o vídeo, intitulado Afro Trap Part. 1 (La Moula) e com jovens locais dançando nas ruas, ganhou popularidade no YouTube, levando-o a lançar mais canções e vídeos. Afro Trap Par 3 (Champions League) , uma canção que elogia o clube de futebol de Paris Saint-Germain, foi considerada a virada na carreira musical de MHD, devido à música e seus movimentos de dança terem se tornando populares entre os torcedores - e depois os jogadores - do clube. Logo, ele foi convidado a se apresentar nos shows  de abertura do rapper francês Booba, foi apresentado na trilha sonora do filme Pattaya , e foi convidado para o Élysée - o palácio presidencial francês - pelo então presidente François Hollande na ocasião de uma visita do presidente guineense Alpha Condé.

## No Brasil
O primeiro lançamento do gênero foi feito pelo rapper paulista Rincon Sapiência em 2016 com seu videoclipe intitulado “Ponta de Lança (Versos Livres)” que ultrapassou a casa dos 20 milhões de visualizações no YouTube, música que faz parte do álbum Galanga Livre , fazendo grande sucesso no YouTube e demais plataformas. O primeiro featuring com artistas afro europeus foi encabeçado por MC Bin Laden em uma parceria com Deejay Telio e DeezB de Portugal no single “Tá Louca” em 2018. O primeiro álbum de AfroTrap do país foi publicado por Samora N’zinga (MG) em 2019, numa obra intitulada D.A.A.T, acrescentando também o samba, o dub, funk e toques de atabaque ao gênero que se diferencia por suas construções rítmicas e melódicas híbridas. 
Outros artistas que possuem trabalhos do gênero publicados no Brasil são: Iza, Karol Conká, Thiago Elniño e Daniel Garnet. 

## 
1. ↑   Pajon, Léo (6 de junho de 2016). «Musique : l'afro-trap, rap africain sans complexe !» (em francês). www.jeuneafrique.com. Consultado em 9 de maio de 2020
2. ↑  Farinha, Ricardo (22 de maio de 2018). «Afro trap: um "fenómeno geracional" à conquista do globo». ceert.org.br. Consultado em 9 de maio de 2020
3. ↑  Parron, Elisa (2 de maio de 2016). «MHD: Le rappeur qui fait danser les stars du foot» (em francês). rmcsport.bfmtv.com. Consultado em 9 de maio de 2020
4. ↑  Brunet, Alain (16 de junho de 2016). «MHD: épidémie afro-trap» (em francês). www.lapresse.ca. Consultado em 9 de maio de 2020
5. 1 2  Bureau, Éric (24 de março de 2016). «Musique: MHD, c'est la nouvelle star des ados» (em francês). Le Parisien. Consultado em 9 de maio de 2020
6. 1 2 3  Boinet, Carole; Doucet, David (19 de abril de 2017). «Qui est MHD, le prince de l'afro-trap ?» (em francês). Les Inrocks. Consultado em 3 de fevereiro de 2019
7. ↑  «Le rappeur MHD en garde à vue pour une rixe mortelle en juillet à Paris» (em francês). Le Monde. 15 de janeiro de 2019. Consultado em 9 de maio de 2020
8. ↑  «Melhores Discos Nacionais de 2017». Rolling Stone Brasil. Grupo Spring de Comunicação. 2017. Consultado em 25 de janeiro de 2019
9. ↑   «Samora N'zinga e o AFROTRAP». Gustavo DG. www.canalraprj.com.br. 19 de dezembro de 2019. Consultado em 9 de maio de 2020
10. ↑   «Samora N'zinga on Spotify». Spotify. Consultado em 9 de maio de 2020
11. ↑  «A ASCENSÃO DO AFRO TRAP NO BRASIL — A NOVA TENDÊNCIA MUSICAL DA AMÉRICA LATINA». Zona Suburbana. Zona Suburbana. 19 de julho de 2018. Consultado em 9 de maio de 2020